# Лихорадка по девчонкам
«Лихорадка по девчонкам» (англ. Girl Fever; также известен под названием 100 Women) — американский кинофильм в жанре романтической комедии режиссёра Майкла Дэвиса. Премьера состоялась в 2002 году, главную роль исполнил канадский актёр Чед Донелла. Фильм, бюджет которого составлял от 5 до 7 миллионов долларов, является идейным продолжением комедии «100 девчонок и одна в лифте» с похожим сюжетом, которую также срежиссировал Дэвис.
Съёмки проходили в городе Калвер-Сити, штат Калифорния.

## Сюжет
В один из самых, казалось бы, неудачных дней своей жизни, студент художественной школы по имени Сэм встречает очаровательную Хоуп (англ. Hope; в переводе с английского — Надежда), которой удаётся вернуть ему хорошее настроение всего за один вечер. Сэм записывает её телефонный номер у себя на руке, но внезапно появившийся дождь смывает его и парень теряет контакт с Хоуп.
Сэм устраивается на работу в службу доставки и вскоре находит девушку, доставляя заказ в местное женское общежитие, но она совсем не рада его видеть. Теперь молодой художник пытается оказать ей ту же помощь, что и она ему — «вернуть улыбку».

## В ролях
- Чед Донелла — Сэм, главный герой. Несмотря на талант к рисованию, учёба в художественной школе даётся ему тяжело, а всю жизнь его преследуют неудачи. Чтобы найти Хоуп, он устраивается в службу доставки кофейни, которая принадлежит его дяде. В русской версии его озвучивает Сергей Чекан.
- Эринн Бартлетт — Хоуп, любовный интерес Сэма, который пытается вывести её из длительной депрессии. В русской версии её озвучивает Любовь Германова.
- Дженнифер Моррисон — Энни, девушка из общежития, помогающая Сэму в поисках Хоуп. Раньше была толстой, из-за чего её сильно дразнили. Постепенно завязывает дружбу с Сэмом.
- Стив Монро — Холден, сексуально озабоченный кузен Сэма, дающий ему различные советы. Также работает в кофейне, на складе которой хранит порножурналы.
- А. Дж. Бакли — Джесси, друг детства Хоуп, влюблённый в неё со школьных времён.
- Клинт Ховард — мистер Уилленс, управляющий женским общежитием. Выступает в качестве главного антагониста в фильме.
- Чин Лоусон — Таня, начинающий репортёр. Живёт в женском общежитии.
- Джилл Ричи — начинающая актриса, живущая в женском общежитии.
- Джимми Ф. Скэггс — бездомный мужчина, решивший ограбить кофейню.

## Премьеры
- Испания — 18 октября 2002[3]
- Швеция — 2 апреля 2003[3]
- Аргентина — 23 апреля 2003[3]
- Германия — 13 мая 2003[3]
- Норвегия — 17 декабря 2003[3]
- Республика Корея — 26 марта 2004[3]
- Венгрия — 15 июня 2004[3]
- Япония — 26 января 2007[3]
- Франция — 7 мая 2009[3]

## Критика
На сайте Rotten Tomatoes рейтинг фильма составил 35%, средняя оценка — 2.8/5.